# Sunday Girl
Sunday Girl è un singolo del gruppo musicale statunitense Blondie, pubblicato nel 1979 ed estratto dall'album Parallel Lines.
La canzone è stata scritta da Chris Stein.

## Tracce
- 7" (UK)

1. Sunday Girl - 3:01
2. I Know But I Don't Know - 3:53

## Classifiche
| Classifica (1979) | Posizione raggiunta |
| ----------------- | ------------------- |
| Regno Unito       | 1                   |